# Atari Vegas
Atari Vegas es una Placa de arcade creada por Atari destinada a los salones arcade.

## Descripción
El Atari Vegas fue lanzada por Atari en 1998.
El sistema tenía un procesador MIPS RM7000, tarjeta gráfica 3DFX y sonido DCS Sound System.
En esta placa funcionaron tres títulos y un prototipo.

## Especificaciones técnicas

### Procesador
- MIPS RM7000

### Tarjeta gráfica
- 3DFX Voodoo Banshee Chipset.
  - Textured 3D, all normal 3DFX Voodoo Banshee features.

### Audio
- DCS Sound System

## Lista de videojuegos
- Gauntlet Legends
- Road Burners
- Tenth Degree / Juko Threat